# Уго Геррнгоф
Уго Геррнгоф (італ. Hugo Herrnhof) — італійський шорт-трековик, олімпійський чемпіон та медаліст, чемпіон світу та призер чемпіонатів світу, спортивний функціонер.
Геррнгоф брав участь в Олімпіаді в Калгарі, де шорт-трек був показовим видом. Там італійська естафетна команда фінішувала другою. Золоту олімпійську медаль та звання олімпійського чемпіона Геррнхгоф виборов на Ліллегаммерській олімпіаді 1994 року разом із товаришами з італійської команди в естафеті на 5000 м. Особистих медалей спортсмен ніколи не завойовував, усі його успіхи пов'язані з естафетою.
Після завершення кар'єри ковзаняра Геррнгоф став спортивним функціонером, організовував змагання з шорт-треку на Туринській олімпіаді, працював у Міжнародному союзі ковзанярів, був членом Італійської федерації ковзанярського спорту.